# Third (álbum de Portishead)
Third é o terceiro álbum de estúdio da banda britânica Portishead, lançado a 28 de abril de 2008.

## Faixas
Todas as faixas por Geoff Barrow, Beth Gibbons e Adrian Utley, exceto onde anotado.
1. "Silence" – 4:59
2. "Hunter" – 3:57
3. "Nylon Smile" – 3:16
4. "The Rip" – 4:30
5. "Plastic" – 3:27
6. "We Carry On" – 6:27
7. "Deep Water" – 1:39
8. "Machine Gun" (Barrow/Gibbons) – 4:43
9. "Small" – 6:45
10. "Magic Doors" (Barrow/Gibbons/John Baggot) – 3:32
11. "Threads" – 5:47

## Paradas
| Parada (2008)   | Posição |
| --------------- | ------- |
| UK Albums Chart | 2       |
| Billboard 200   | 7       |